# Никаноровка (Белгородская область)
Никаноровка — село в Губкинском городском округе Белгородской области, центр Никаноровской территориальной администрации.

## География
Расположено в 45 км от города Губкина, в 100 км от города Белгород, в 45 км от города Короча, поблизости расположены сёла Архангельское, Уколово, Морозово. 

## Население
| 2002 | 2010  | 2011 | 2013 | 2015 | 2016 |
| ---- | ----- | ---- | ---- | ---- | ---- |
| 1053 | ↘1012 | ↘979 | ↘960 | ↘956 | ↘944 |